# Пирютко, Юрий Минаевич
Ю́рий Мина́евич Пирю́тко (27 мая 1946 — 3 октября 2014) — советский и российский историк-краевед Санкт-Петербурга и Ленинградской области, начальник отдела мемориальной скульптуры Государственного музея городской скульптуры.
Лауреат Анциферовской премии (1996 год), награждён почетным знаком Министерства культуры РФ «За достижения в культуре», медалью «300 лет Санкт-Петербургу».

## Биография
Родился 27 мая 1946 года в Ташкенте, где служил его отец — Минай Юрьевич Пирютко, военный. В ноябре 1946 года переехал с матерью в Ленинград и прожил в этом городе всю жизнь.
Мать — Сафронова Тамара Васильевна (1913—1998), выпускница Томского университета, педагог.
С осени 1946 года жил в Сиверском Ленинградской области, с 1960 года — в Гатчине. В 1969 году окончил Ленинградский государственный университет, искусствоведческое отделение исторического факультета, специальность — историк-искусствовед. Тема диплома — творчество художника-любителя, князя Г. Г. Гагарина, вице-президента Академии художеств, одного из создателей русско-византийского стиля.
Интерес к Серебряному веку выразился в занятиях (совместно с В. Г. Перцем) историей артистических подвалов «Бродячая собака» и «Привал комедиантов». На эту тему были подготовлены несколько статей, а также проведены вечера памяти этих заведений, прошедшие в Музее истории Ленинграда и в Театральном музее при участии остававшихся в живых посетителей этих заведений.
В 1970—1973 годах работал директором Гатчинского краеведческого музея, который тогда размещался в Приоратском дворце. Подготовил путеводитель по городу Гатчине и окрестностям, тогда ещё не входившим в туристические маршруты.
C 1973 года проживал в Петербурге, в доме № 27-29 по Моховой улице. С 1999 года жил в историческом районе Санкт-Петербурга Коломне, на Витебской улице.
В 1973 году начал работать в Государственном музее истории Ленинграда.
С 1977 года заведовал отделом мемориальной скульптуры в Государственном музее городской скульптуры. Был старейшим сотрудником музея. Писал на темы, связанные с историей Александро-Невской лавры как первого российского пантеона.
В 1987 году инициировал создание общественной комиссии «Некрополь» при Ленинградском отделении Советского фонда культуры и прочёл циклы лекций в Центральном лектории и Доме журналистов, собиравшие полные залы. Эта работа была отмечена в 1996 году Анциферовской премией Ю. М. Пирютко принадлежала идея сооружения памятника первым строителям Санкт-Петербурга, воздвигнутого при его деятельном участии в 1995 году.
Скончался 3 октября 2014 года в городе Торжке, куда он прибыл для участия в конференции «Сохранение и возрождение малых исторических городов и сельских поселений». Его нашли сидящим на скамейке в парке усадьбы Знаменское-Раек.
Похоронен на Волковском православном кладбище на Конной дорожке, рядом с могилой матери.

## Основные публикации
Публикуется с 1971 года (статьи «Эхо прошедшего времени» в журнале «Художник» и «Во втором дворе подвал…» в журнале «Аврора»).
В начале 1970-х годов Э. П. Гомберг-Вержбинская привлекла Юрия Пирютко к обработке архивных материалов для сборника «Константин Андреевич Сомов. Мир художника. Письма. Дневники. Суждения современников». Москва: «Искусство», 1979. Книга вышла без имени её основного составителя.
В 1993 году совместно с А. В. Кобаком опубликовал книгу «Исторические кладбища Санкт-Петербурга», которая является главным исследовательским материалом на эту тему.
В 1995 году заинтересовался ресторанным делом как частью петербургской культуры, результатом чего стал обширный исторический очерк на эту тему, включённый в книгу «Душа деянием жива».
Печатался в газетах «Коммерсантъ», «С.-Петербургские ведомости», журналах «Мир дизайна», «Новый Мир искусства», «Новая русская книга». Сотрудничал с петербургской газетой «Пульс», где публиковал статьи «о питерских жителях — работягах, академиках, знатоках, юродивых, немцах, англичанах, москвичах и так далее».
. Статьи вошли в составленный автором сборник «Петербургский лексикон».
Книги
- Пирютко Ю. М. Гатчина. Художественные памятники города и окрестностей. Путеводитель. — Л.: Лениздат, 1975. — 136 с. — 50 000 экз.
- Пирютко Ю. М. Гатчина. Художественные памятники города и окрестностей. — 2-е изд., испр. и доп. — Л.: Лениздат, 1979. — 144 с. — 50 000 экз.
- Исторические кладбища Петербурга / Сост. А. В. Кобак, Ю. М. Пирютко. — СПб.: Издательство Чернышева, 1993. — 640 с. — 10 000 экз. — ISBN 5-85555-011-7.
- Ротиков К. К. (Пирютко Ю. М.). Другой Петербург. — СПб.: Лига Плюс, 1998. — 576 с. — 10 000 экз. — ISBN 5-88663-009-0.
- Ковалевский В. Душа деянием жива / Редактор Ю. М. Пирютко. — СПб.: Посох, 1999. — 208 с. — 1000 экз. — ISBN 5-87331-036-6.
- Там виден камень гробовой.. СПБ: Музей городской скульптуры. Музей Новой Академии изящных искусств. 1999.
- Ротиков К. К. (Пирютко Ю. М.). Другой Петербург. — 2-е изд. — СПб.: Лига Плюс, 2000. — 640 с. — 5000 экз. — ISBN 5-88663-009-0.
- Пирютко Ю. М. Под скипетром Екатерины. — СПб.: Аврора, 2002. — 64 с. — (Библиотека «Авроры»). — 5000 экз. — ISBN 5-7300-0700-0.
- «Санкт-Петербург. 1703—2003» М.-СПб, 2003. Юбилейное издание, коллектив авторов.
- Пирютко Ю. М. Малая Садовая: путь через три столетия. — СПб.: ЭльВАН, 2003. — 224 с. — 500 экз. — ISBN 5-93294-003-7.
- Пирютко Ю. М. Воскресенье на Мячине // Голубой айсберг : журнал. — Париж, 2004. — № I (спецвыпуск). — С. 3—35.
- Крокосов Ю. И. (Пирютко Ю. М.). Записки перед концом света (фрагменты) // Голубой айсберг : журнал. — Париж, 2005. — № III (спецвыпуск). — С. 3—85.
- Пирютко Ю. М. Питерский лексикон. — СПб.: Издательство «Дмитрий Буланин», 2009. — 448 с. — 1000 экз. — ISBN 978-5-86007-573-3.
- Кобак А. В., Пирютко Ю. М. Исторические кладбища Санкт-Петербурга. — М.: Центрполиграф, 2009. — 800 с. — 1600 экз. — ISBN 978-5-9524-4025-8.
- Пирютко Ю. М. Петербургский лексикон: О Северной столице от А до Я. — М.: Центрполиграф, 2010. — 640 с. — 3000 экз. — ISBN 978-5-9524-4653-3.
- Мемориальная геральдика / Сост. Ю.М. Пирютко, А.А. Алексеев. — СПб., 2010. — 192 с. — 1000 экз. — ISBN 978-5-7937-0528-8.
- Кобак А. В., Пирютко Ю. М. Исторические кладбища Санкт-Петербурга. — 2-е изд. — М.-Спб.: Центрполиграф, 2011. — 800 с. — 1500 экз. — ISBN 978-5-227-02688-0.
- Ротиков К. К. (Пирютко Ю. М.). Другой Петербург: Книга для чтения в кресле. — 3-е изд., испр. и доп. — СПб.: Фонд исторической фотографии имени К. К. Буллы, 2012. — 536 с. — ISBN 978-5-98456-038-2.
- Пирютко Ю. М., Алексеев А. А., Рытикова В. В. Благовещенская усыпальница: Национальный пантеон России, памятник истории и культуры. — СПб.: Государственный музей городской скульптуры, 2013. — 208 с.
- Пирютко Ю. . Петербург. Книга для справок и чтения. Адреса, сюжеты и архитектурные истории Северной столицы. СПб.: Центрполиграф, 2014 г. Серия: Всё о Санкт-Петербурге.

Статьи
- Пирютко Ю. М. Братья Трискорни./Невский архив: Историко-краеведческий сборник. Вып. I / Сост. А. И. Добкин, А. В. Кобак. — М; СПб.: Atheneum; Феникс, 1993. ISBN 5-85042-033-9
- Пирютко Ю. М. Между Ленинградом и Петербургом. Памятники на исходе столетия (1986—1999)./Невский архив: Историко-креведческий сборник. Вып. IV / Сост. В. В. Антонов, А. В. Кобак. — СПб.: Изд-во Чернышева, 1999. ISBN 5-85555-040-0
- Пирютко Ю. М.. Плоды просвещения Железного века : (Петербург второй половины 19 в. глазами Н. В. Стасовой, основательницы первого высшего учебного заведения для женщин — Бестужевских курсов).- Вокруг света № 7, C. 122—127, 2003
- Пирютко Ю. М  Судьба могилы Блока/ Невский архив: Историко-креведческий сборник. Вып. VII / Сост. В. В. Антонов, А. В. Кобак. — СПб.: Лики России, 2006. ISBN 5-87417-221-1 [4]
- Пирютко Ю. М. Васильевский остров с Юрием Пирютко Архивная копия от 2 декабря 2014 на Wayback Machine. Петербург как кино / Сост. Аркус Л., Шавловский К.. — СПб: «Мастерская СЕАНС», 2011. — 392 с. — ISBN 978-5-901586-34-1.

## Литературное творчество
Принадлежал к кругу литераторов Малой Садовой.
С начала 1960-х годов писал стихи и прозу. Рассказы, повести, романы Юрия Пирютко выходили почти исключительно в самиздате: «Гоголь в Назарете» (1965—1966), «Жизнь Вараввы» (1966), «Малая литература» (1967), «Литургия оглашенных» (1969), «Вакханки» (1969), «Воскресение на Мячине» (1969), «Повесть об Александре» (1970), «Избирательное сродство» (1973), «Из жизни писателей» (1977), «50 рассказов о Сталине» (1977), новелла «Мертвяк на колу» (1981), «Фантастическая проза 1982 года».
Поэтические сборники: «Вагинизмы» (1975—1976), «Волшебник» (1976), «Послеполуденный завтрак» (1977), «Поздний Пирютко» (1978—1980), «Апофеоз любви» (1980), «Через двенадцать лет» (1981), «Другой человек» (1981—1982), «Вынужденное продолжение» (1986—1987). В 2000 году в Петербурге (галерея «Navicula artis») прошёл авторский вечер поэта. Занимался переводами, в том числе переводил стихи Ф. Гельдерлина, Эзры Паунда, Г. Тракля, Стефана Георге, Поля Верлена.
С 1992 года писал мемуарную прозу «Записки перед концом света».

«Забытый в наше малокультурное время блеск изложения, артистическое озорство, мистификации…» 
 — писала о прозе Юрия Пирютко писательница Татьяна Толстая.
Одним из самых необычных произведений Пирютко стала книга «Другой Петербург» (под псевдонимом Константин Ротиков, издавалась трижды — в 1998, 1999 и 2012 годах).
Сам автор писал о ней: «Этот квази-путеводитель, конечно, принадлежит не к научно популярной, а просто к художественной, развлекательной литературе, и на этом основании не включён мною в общий библиографический список моих работ». Книга становилась бестселлером и библиографической редкостью сразу после выхода тиража. Татьяна Толстая писала в «Московских новостях»: «Давно не приходилось читать такой увлекательной, информативной и блестящей книги. Она делает честь российскому Серебряному веку». Книгу хвалил режиссёр Никита Михалков; «Произведение Константина Ротикова — лучший неканонический путеводитель по Петербургу со времен Анциферова», — добавлял историк Лев Лурье.